# Бад Есен
Бад Есен (њем. Bad Essen) општина је у њемачкој савезној држави Доња Саксонија. Једно је од 34 општинска средишта округа Оснабрик. Према процјени из 2010. у општини је живјело 15.753 становника. Посједује регионалну шифру (AGS) 3459003.

## Географски и демографски подаци
Бад Есен се налази у савезној држави Доња Саксонија у округу Оснабрик. Општина се налази на надморској висини од 113 метара. Површина општине износи 103,3 km². У самом мјесту је, према процјени из 2010. године, живјело 15.753 становника. Просјечна густина становништва износи 152 становника/km².

## Међународна сарадња
| Мјесто | Држава    | Врста сарадње | Од    |
| ------ | --------- | ------------- | ----- |
|        | Пољска    | партнерство   | 2007. |
| Болбек | Француска | пријатељство  | 2000. |
| Извор  |           |               |       |